# 先輩與彼女
《先輩與彼女》是日本漫畫家南波敦子創作的日本漫畫作品。於講談社漫畫雜誌《別冊FRIEND》2004年9月号至2005年4月号期間連載，單行本全2卷。漫畫累計銷售數超越100萬部。於2015年改編成真人電影。

## 劇情簡介
高中一年級女生都築里加，在一次午餐時間被現代文化調査研究社的學長邀請加入社團，在相處途中漸漸對學長產生好感，正打算說出自己的心意時，意外發現學長已經有另一個喜歡的女生，明知這是一段沒有回報的愛，甜蜜又苦澀的初戀故事揭開序幕。

## 登場人物
都築里加
剛入學的1年級新生。
桃谷木綿
都築里加的朋友。
美野原圭吾
現代文化調査研究社的3年級學生。
矢田哲雄
美野原圭吾的朋友也是現代文化調査研究社的成員。
沖田葵
鍔川大学法学部所屬的1年級生。

## 出版書籍
| 集數 | 講談社         | 講談社                 | 東立出版社   | 東立出版社         |
| 集數 | 發售日期       | ISBN                   | 發售日期     | ISBN               |
| ---- | -------------- | ---------------------- | ------------ | ------------------ |
| 1    | 2004年12月11日 | ISBN 978-4-06-341413-4 | 2006年3月1日 | ISBN 986-11-7564-4 |
| 2    | 2005年5月12日  | ISBN 978-4-06-341427-1 | 2006年3月1日 | ISBN 986-11-7565-2 |

小說
- 作者：里見蘭撰寫、插畫：南波敦子《小說 先輩與彼女》

2012年12月13日發售、ISBN 978-4-06-376752-0

## 真人電影
2015年10月17日上映，主演志尊淳。

### 製作
《先輩與彼女》之前便有各公司詢問可否改編真人化。在製作人跟電影主演志尊淳和原作者經過半年以上的交涉，原作者對《烈車戰隊特急者》當中志尊的演技評價很高，便答應將其改編成電影。為了忠實呈現原作故事，原作者也參與了電影拍攝工作。
電影於2015年2月開拍，在拍攝期間2週期間主演顯露出身體不適，志尊為了演好美野前輩而硬撐。同年7月的電視劇《表参道高校合唱部！》的主演芳根京子跟志尊也有對手戲，由於兩人分別在不同作品中擔任主演，拍攝期間由電影製作方先行拍攝。
主題曲由aiko負責演唱。

#### 製作人員
- 監督：池田千尋
- 脚本：和田清人
- 原作：南波敦子
- 音楽：茂野雅道
- 主題歌：aiko「暗示」（合図）
- 劇中曲：「シャボン玉」、「啟程的日子」
- 制作公司：Flamingo
- 制作協力：Booster Project
- 宣傳：Ru sunflower
- 製作：「先輩と彼女」製作委員会（波麗佳音、渡边娱乐、東映、木下集團、神奈川電視台、PONY CANYON ENTERPRISE）
- 發行：東映

### 有聲漫畫
電影上映的2週前，將漫畫單格加上音效和配音的有聲漫畫「Beeマンガ『先輩と彼女』」於dTV發布。由電影演員擔任配音員。

## 外部連結
- 映画『先輩と彼女』公式サイト
- 先輩と彼女 - allcinema
- 先輩と彼女 - KINENOTE
- 互联网电影数据库（IMDb）上《先輩と彼女》的资料（英文）